# Leiomy Maldonado
Pour les articles homonymes, voir Maldonado.
Leiomy Maldonado, née en 1987 aux États-Unis et surnommée « Wonder Woman de la vogue », est une danseuse transgenre de voguing, membre de la ball culture et mannequin. Elle découvrit le voguing durant sa jeunesse puis rencontra le succès au fil de ses apparitions. Elle participa à quelques émissions télévisées ainsi qu'à la série Pose, et travailla avec divers artistes, en tant que danseuse, chorégraphe et juge de concours. Elle fonda sa maison de danse et enseigna notamment le voguing à travers le monde, auquel elle apporta son propre style, avec par exemple son mouvement signature, le Leiomy Lolly.

## Biographie
Née le 28 avril 1987 à New York dans le Bronx,, Leiomy Maldonado y découvrit le voguing à l'âge de 15 ans, au Kips Bay Boys & Girls Club. Elle déclara qu'une cassette VHS au sujet de cette danse lui avait été donnée : 
« J'étais rentrée chez moi et j'avais regardé la vidéo, tout ce que j'avais vu sur le voguing m'avait immédiatement intriguée : l'énergie, la scène et les différentes personnalités qui transparaissaient à travers les danseuses que je voyais à l'écran. »
Un an plus tard à ses 16 ans, elle intégra la ball culture et devint une membre active de la communauté locale. Lorsqu'elle entra sur la scène newyorkaise des années 2000, elle développa un style de voguing à la fois plus athlétique et dramatique. Puis elle fonda sa maison de voguing nommée House of Amazon,,.
Elle fut la première femme ouvertement transgenre à apparaître dans l'émission America's Best Dance Crew en 2009, diffusée sur la chaîne Music Television. Elle chorégraphia le clip du titre Whip My Hair de Willow Smith, dans lequel elle effectua son mouvement signature, le Leiomy Lolly, un balancement de tête entraînant un ondoiement de sa chevelure. Ce mouvement fut repris par des artistes célèbres comme Beyoncé, Lady Gaga et Britney Spears,. Elle dansa aussi dans le clip de la chanson All Night (en) d'Icona Pop et travailla avec d'autres artistes encore, comme FKA Twigs et le duo CocoRosie. 
Elle fut mise en vedette dans une publicité #BeTrue de la marque Nike, dans le cadre du mois des fiertés 2017, en étant la deuxième personne transgenre à figurer dans une publicité Nike après Chris Mosier. Elle apparaît également dans le clip du morceau Цвет настроения синий (The Color of Mood is Blue) du chanteur de pop russe Philipp Kirkorov, ainsi que dans la série documentaire My house, y étant la « mère » de Tati 007. 
Elle fut chorégraphe pour les « bals » de la série américaine Pose, dans laquelle elle incarna le personnage de Florida Ferocity. Elle a parcouru le monde en tant que danseuse, et comme professeure, ayant pu enseigner le voguing à différents publics,,. 

### Années2020
En 2020, Leiomy Maldonado participa en tant que juge à l'émission américaine Legendary, une compétition de danse inspirée de la ball culture, diffusée sur HBO Max. Elle se joignit à l'actrice Jameela Jamil, au styliste Law Roach et à la rappeuse Megan Thee Stallion pour tenter de départager les diverses maisons de l'émission. Interrogée sur les raisons de sa participation, elle répondit en interview : 
« Je pense que c'est l'occasion de montrer à quel point la ball culture est importante pour nous, pour notre communauté, et de montrer aussi que la préparation pour les bals nécessite beaucoup de travail, que c'est également important pour nous d'avoir une forme de reconnaissance ainsi qu'une scène où mettre en valeur notre talent. »
La marque de cosmétique Black Opal choisit Leiomy Maldonado pour une de ses campagnes, qui fut alors la première mannequin transgenre à la représenter. Elle s'illustra également dans la mode en défilant lors d'une fashion week, et en se produisant au Savage X Fenty Show (en) de septembre 2021, le défilé annuel pour la marque de lingerie créée par la chanteuse Rihanna.

## Filmographie

### Télévision
- 2009 : America's Best Dance Crew : elle-même (saison 4, 5 épisodes)

- 2018 : My House (en) : elle-même (1 épisode)

- 2018-2019 : Pose : Flordia Ferocity (7 épisodes)

- 2020-2022 : Legendary : elle-même